# Joe Lynn Turner
Joe Lynn Turner (Hackensack, 2 agosto 1951) è un cantante statunitense.
Nella sua quarantennale carriera vanta collaborazioni con Deep Purple, Rainbow, Yngwie Malmsteen, Glenn Hughes, Bonnie Tyler, Cher, Lee Aaron, Riot, TNT, Nikolo Kocev, Brazen Abbot tra le più importanti.

## Biografia
Durante i suoi esordi con i Fandango viene notato da Ritchie Blackmore, il quale lo vuole come sostituto di Graham Bonnet nei Rainbow nel 1980. 
Con i Rainbow inciderà tre dischi di gran successo: Difficult to Cure, Straight Between the Eyes e Bent Out of Shape.
Con la reunion dei Deep Purple nel 1983, i Rainbow si sciolgono e Turner inizia la sua carriera solista circondato da session man importanti come Bobby Messano.
Il primo disco solista si intitola Rescue You ed è un classico album di AOR dalle ricche melodie.
Fra il 1984 e il 1988 si dedica al tour solista e alla stesura di nuovi pezzi che vedranno la luce solo nel disco Sunstorm del 2006, ed infine alla collaborazione con alcune artiste AOR come Bonnie Tyler, Cher e Lee Aaron.
Nel 1987 inizia il suo rapporto di lavoro con il virtuoso chitarrista svedese Yngwie J. Malmsteen col quale canterà sul best seller Odyssey e sul live Trial by Fire - Live in Leningrad.
Nel 1988, dopo l'ennesimo litigio con Blackmore, Ian Gillan lascia i Deep Purple e Turner viene invitato dal chitarrista ad unirsi al gruppo, il risultato è Slaves & Masters, un album dal suono ibrido, a metà tra i Deep Purple d'annata e i Rainbow più AOReggianti del periodo Turner, un lavoro di ottima fattura che tuttavia raccolse molte critiche e pareri negativi, soprattutto da parte dei fan più oltranzisti della band, ancorati al sound di album come Fireball e Machine Head e piuttosto restii all'idea di trovare un'ugola diversa da quella di Gillan dietro il microfono.
Nel 1992 Turner venne dunque allontanato su pressione del resto del gruppo (e dei fan) che rivolevano Gillan; Turner diede seguito alle sue prime esperienze da solista e prese parte ad un gran numero di collaborazioni con musicisti e band come Glenn Hughes (nello Hughes-Turner Project (HTP)), Nikolo Kocev (sia da solista sia con i Brazen Abbot), Jim Peterik (con i Sunstorm) e Akira Kajiyama.

## Discografia

### Fandango
- 1977 - Fandango
- 1978 - Last Kiss
- 1979 - One Night Stand
- 1980 - Cadillac

### Rainbow
- 1981 - Difficult to Cure
- 1982 - Straight Between the Eyes
- 1983 - Bent Out of Shape

### Solista
- 1985 - Rescue You
- 1995 - Nothing's Changed
- 1997 - Under Cover
- 1998 - Hurry Up & Wait
- 1999 - Under Cover, Vol. 2
- 2000 - Holy Man
- 2001 - Slam
- 2003 - JLT
- 2005 - The Usual Suspects
- 2006 - The One (EP)
- 2007 - Second Hand Life
- 2008 - Live in Germany

### Yngwie J. Malmsteen
- 1988 - Odyssey
- 1989 - Trial by Fire - Live in Leningrad
- 1996 - Inspiration

### Deep Purple
- 1990 - Slaves & Masters

### Brazen Abbot & Nikolo Kocev
- 1996 - Eye of The Storm
- 1997 - Bad Religion
- 2001 - Nikolo Kotzev's Nostradamus
- 2003 - Guilty As Sin
- 2004 - A Decade of Brazen Abbot (live)
- 2005 - My Resurrection

### Mother's Army
- 1993 - Mother's Army
- 1997 - Planet Earth
- 1998 - Fire on the Moon

### HTP (Hughes Turner Project)
- 2002 - Hughes Turner Project
- 2002 - Hughes Turner Project: Live In Tokyo
- 2003 - Hughes Turner Project 2

### Sunstorm
- 2006 - Sunstorm
- 2009 - House of Dreams
- 2012 - Emotional Fire

### Jan Holberg Project
- 2011 - Sense of Time
- 2013 - At Your Service

### Tribute album
- Smoke on the Water: A Tribute to Deep Purple (1994)
- Black Night: Deep Purple Tribute (1997)
- Thunderbolt: A Tribute to AC/DC (1998)
- Bat Head Soup: A Tribute to Ozzy (2000)
- Little Guitars: A Tribute to Van Halen (2000)
- Randy Rhoads Tribute (2000)
- One Way Street: A Tribute to Aerosmith (2002)
- Numbers from the Beast (2005)

### Partecipazioni
- Active - Active
- The Heavenly Kid - Official Soundtrack (1985)
- John Waite - Rover's Return (1987)
- Michael Bolton - The Hunger (1987)
- Mick Jones	- Mick Jones (1989)
- TNT - Intuition (1989)
- Slyce - Slyce (1990)
- TNT - Realized Fantasies (1992)
- Stuart Smith - Heaven and Earth (1998)
- Vick LeCar - Never Stranded (EP) (1998)
- Baron - Love Valley (2002)
- Voodooland	- Give Me Air (2004)
- M.S.G. - Heavy Hitters (2005)
- Michael Men Project - Made In Moscow (2005)
- Eddie Ojeda - Axes 2 Axes (2005)
- Blackmore's Night - Village Lantern (2006)
- Akira Kajiyama - Fire without a flame (2006)
- Cem Koksal - Live!! (2007)
- Pushking - The World As We Love It (2011)
- Avantasia - The Mistery of Time (2013)

### Collaborazioni e songwriting
- 1987 - Lee Aaron - Lee Aaron
- 1987 - Cher - Cher
- 1987 - Bonnie Tyler - Notes from America
- 1990 - Riot - The Privilege of Power